# Gare de Magdolnavölgy
La gare de Magdolnavölgy (en hongrois : Magdolnavölgy vasútállomás) est une halte ferroviaire hongroise, située à Piliscsaba.